# Германија
Германија (Germania) је латински егзоним, односно назив којим су Римљани означавали територије на коме су у старом вијеку живјела германска племена. Римљани су та подручја дијелили на Малу Германију (Germania Inferior), западно од Рајне, која је била под њиховом влашћу, и Велику Германију (Germania Magna) источно од Рајне, гдје су германска племена као „варвари” живјели изван њихове контроле. Назив „Германија” се с временом почео користити за нешто уже подручје, односно савремену њемачку државу, а то и данас користи неколико савремених језика као што су хебрејски (גרמניה), бугарски (Германия), македонски (Германија), италијански (Germania), грчки (Γερμανία), румунски (Germania), руски (Германия), албански (Gjermania) и јерменски језик (Գերմանիա).
Најзначајније римско насеље на простору Велике Германије је био Валдгирмес Форум (Waldgirmes Forum). Након пораза у бици у Теутобуршкој шуми и повлачења на источну обалу ријеке Рајне, насеље је напуштено.